# Unione Sportiva Triestina Calcio 2011-2012
Questa pagina raccoglie i dati riguardanti l'Unione Sportiva Triestina Calcio nelle competizioni ufficiali della stagione 2011-2012.

## Stagione
La Triestina ritorna in terza serie dopo nove stagioni in Serie B. La squadra giuliana affronta per la ventiduesima volta la terza serie, nelle sue varie denominazioni. Viene inserita nel gruppo B. Le sentenze di primo e secondo grado dello scandalo scommesse, che ha colpito il calcio italiano nell'estate, non danno la possibilità alla società di essere riammessa in serie B.
La sede del ritiro è fissata a Tarvisio e Malborghetto tra il 22 luglio e il 5 agosto. Viene indicato come tecnico l'ex giocatore alabardato Massimo Pavanel.
A livello societario viene ipotizzata una cessione delle quote di Stefano Fantinel nelle mani di una cordata di imprenditori triestini. Il 17 agosto, invece, viene comunicato che Fantinel ha ceduto il 50% delle sue quote, pari al 48% del totale, al gruppo Aletti, con a capo Sergio Aletti, da poco presidente del Ravenna, formazione esclusa dalla Lega Pro Prima Divisione e riammessa in Serie D. Dal Ravenna la nuova proprietà fa giungere anche il nuovo direttore sportivo, Antonio Recchi e il tecnico Gian Cesare Discepoli. Pavanel resta come allenatore in seconda. Pochi giorni dopo viene perfezionato il passaggio di tutte le quote di Fantinel al gruppo Aletti. Dopo tale operazione giungono a Trieste ben cinque giocatori già contattati per il Ravenna, prima che la squadra venisse esclusa dal campionato: Rossetti, Tombesi, Silvestri, Thomassen e D'Agostino.
Nell ultime ore del mercato si registra il ritorno di Riccardo Allegretti, l'arrivo di Simone Motta e Davis Curiale, assieme ad alcuni giovani giocatori; tra le partenze vi sono quelle di Rocco D'Aiello, Luigi Della Rocca e Davide Bariti.
Il 14 ottobre l'assemblea dei soci, a seguito di un dissenso fra la presidente Cristina De Angelis e Sergio Aletti, nomina quest'ultimo nuovo presidente del sodalizio.
In campionato la squadra ha un inizio altalenante, con tre vittorie e tre sconfitte nelle prime sei gare. Le successive tre sconfitte consecutive costano l'esonero a Discepoli, che viene sostituito da Giuseppe Galderisi.
Il 4 gennaio 2012 la Procura della Repubblica di Trieste chiede il fallimento della società per l'eccessivo peso debitorio. Il 9 gennaio la Procura concede alla Triestina una proroga fino al 31 gennaio per ricapitalizzarsi ed evitare il fallimento. Successivamente la data viene anticipata al 25 gennaio. Il 24 gennaio un'assemblea dei soci si chiude senza nessuna soluzione che possa scongiurare il fallimento, che viene dichiarato dal Tribunale di Trieste il giorno seguente. Lo stesso nomina quale curatore il commercialista Giovanni Turazza, con lo scopo per conservare almeno il titolo sportivo fino al termine del campionato.
Nel girone di ritorno la squadra coglie solo 13 punti ed è costretta a disputare i play out contro il Latina. Dopo la sconfitta dell'andata per 2-0, al ritorno la Triestina non va oltre il pareggio, ed è condannata alla retrocessione.

## Divise e sponsor
Lo sponsor tecnico della società è anche in questa stagione la Legea. Nelle gare di Coppa Italia la maglia è stata sponsorizzata dal gruppo Fantinel. Il marchio è poi scomparso con il cambio di proprietà.

## Società
Area direttiva
- Curatore: Giovanni Turazza
- Direttore Generale: Marco Cernaz
- Direttore Area tecnico-Sportiva:

Area organizzativa
- Responsabile amministrativo: Alessandra Dimini
- Dirigente accompagnatore: Dino Lodolo
- Addetto all'arbitro: Tito Rocco
- Segreteria: Stefano Bazzacco
- Team manager: Marco Cernaz

Area Marketing
- Responsabile marketing: Dalila Boccia
- Responsabile comunicazione: Roberto Urizio

Area tecnica
- Allenatore: Giuseppe Galderisi
- Viceallenatore: Massimo Pavanel
- Preparatore atletico: Luca Bossi
- Preparatore atletico: Vincenzo Milazzo
- Preparatore dei portieri: Vittorio Baccari

Area sanitaria
- Responsabile sanitario: Dott. Spiridione Krokos
- Medico Sociale: Dott. Michele Luise
- Massofisioterapista: Umberto Tropea

## Rosa
| N. |                      | Ruolo | Calciatore          |
| -- | -------------------- | ----- | ------------------- |
|    | Italia (bandiera)    | P     | Fabio Gadignani     |
|    | Italia (bandiera)    | P     | Mauro Vigorito      |
|    | Italia (bandiera)    | P     | Sergio Viotti       |
|    | Italia (bandiera)    | D     | Luca Cecchini       |
|    | Italia (bandiera)    | D     | Dario D'Ambrosio    |
|    | Italia (bandiera)    | D     | Gianluca Galasso    |
|    | Italia (bandiera)    | D     | Armando Izzo        |
|    | Andorra (bandiera)   | D     | Ildefonso Lima      |
|    | Italia (bandiera)    | D     | Federico Mannini    |
|    | Irlanda (bandiera)   | D     | Conor Morrisey      |
|    | Italia (bandiera)    | D     | Enrico Pezzi        |
|    | Italia (bandiera)    | D     | Nicola Silvestri    |
|    | Danimarca (bandiera) | D     | Dan Thomassen       |
|    | Italia (bandiera)    | D     | Alessio Tombesi     |
|    | Italia (bandiera)    | C     | Riccardo Allegretti |
|    | Italia (bandiera)    | C     | Francesco Evola     |
|    | Italia (bandiera)    | C     | Filippo Forò        |

| N. |                      | Ruolo | Calciatore                    |
| -- | -------------------- | ----- | ----------------------------- |
|    | Italia (bandiera)    | C     | Riccardo Gissi                |
|    | Italia (bandiera)    | C     | Daniele Mattielig             |
|    | Italia (bandiera)    | C     | Davide Miani                  |
|    | Italia (bandiera)    | C     | Claudio Pani                  |
|    | Cile (bandiera)      | C     | César Pinares                 |
|    | Italia (bandiera)    | C     | Nicola Princivalli            |
|    | Italia (bandiera)    | C     | Lorenzo Rossetti              |
|    | Italia (bandiera)    | C     | Luca Villanovich              |
|    | Argentina (bandiera) | C     | Ricardo Josè Villar Rodriguez |
|    | Italia (bandiera)    | A     | Davis Curiale                 |
|    | Italia (bandiera)    | A     | Stefano D'Agostino            |
|    | Ghana (bandiera)     | A     | Emmanuel Abeam Danso          |
|    | Italia (bandiera)    | A     | Carlo De Micco                |
|    | Italia (bandiera)    | A     | Alessandro De Vena            |
|    | Italia (bandiera)    | A     | Denis Godeas                  |
|    | Italia (bandiera)    | A     | Simone Motta                  |

## Calciomercato

### Sessione estiva(dall'1/7 all'1/9)
| Acquisti | Acquisti             | Acquisti  | Acquisti      |
| R.       | Nome                 | da        | Modalità      |
| -------- | -------------------- | --------- | ------------- |
| P        | Riccardo Durandi     | Lecco     | fine prestito |
| P        | Fabio Gadignani      | Lecco     | prestito      |
| D        | Armando Izzo         | Napoli    | prestito      |
| D        | Federico Mannini     | Siena     | prestito      |
| D        | Enrico Pezzi         | Lucchese  | definitivo    |
| D        | Nicola Silvestri     |           | svincolato    |
| D        | Dan Thomassen        |           | svincolato    |
| D        | Alessio Tombesi      |           | svincolato    |
| C        | Riccardo Allegretti  | Grosseto  | definitivo    |
| C        | Francesco Evola      | Novara    | prestito      |
| C        | Filippo Forò         | Vicenza   | prestito      |
| C        | Davide Miani         | Chievo    | definitivo    |
| C        | Claudio Pani         | Lucchese  | fine prestito |
| C        | Cesar Pinares Tamayo | Chievo    | [ 19 ]        |
| C        | Lorenzo Rossetti     |           | svincolato    |
| C        | José Ricardo Vilar   | Como      | fine prestito |
| A        | Davis Curiale        | Palermo   | definitivo    |
| A        | Stefano D'Agostino   | Sampdoria | comproprietà  |
| A        | Alessandro De Vena   | Napoli    | prestito      |
| A        | Simone Motta         | Novara    | prestito      |

| Partenze | Partenze                  | Partenze       | Partenze      |
| R.       | Nome                      | a              | Modalità      |
| -------- | ------------------------- | -------------- | ------------- |
| P        | Roberto Colombo           |                | svincolato    |
| P        | Riccardo Durandi          | Lecco          | definitivo    |
| P        | Marco Franceschin         | Vicenza        | [ 22 ]        |
| P        | Jefferson Trazzi          |                | svincolato    |
| P        | Sergio Viotti             | Chievo         | definitivo    |
| D        | Nii Nortey Ashong         | Fiorentina     | prestito      |
| D        | Riccardo Brosco           | Parma          | definitivo    |
| D        | Marcello Cottafava        |                | svincolato    |
| D        | Rocco D'Aiello            | AlbinoLeffe    | prestito      |
| D        | Davide Grassi             |                | svincolato    |
| D        | Alessandro Longhi         | Chievo         | definitivo    |
| D        | Marco Malagò              | Chievo         | fine prestito |
| D        | Giuseppe Scurto           |                | svincolato    |
| D        | Filippo Antonelli Agomeri |                | svincolato    |
| C        | Davide Bariti             | Napoli/Vicenza | definitivo    |
| C        | Juri Cisotti              | Chievo         | [ 22 ]        |
| C        | Francesco Dettori         | Chievo         | fine prestito |
| C        | Attila Filkor             | Milan          | fine prestito |
| C        | Alberto Gerbo             | Inter          | fine prestito |
| C        | Francesco Lunardini       | Parma          | fine prestito |
| C        | Claudio Pani              | Piacenza       | definitivo    |
| C        | Matías Miramontes         | Cremonese      | fine prestito |
| C        | Emiliano Testini          |                | svincolato    |
| A        | Luigi Della Rocca         | Portogruaro    | definitivo    |
| A        | Massimiliano Lionetti     | Melfi          | prestito      |
| A        | Lucas Longoni             |                | svincolato    |
| A        | Ettore Marchi             | Sassuolo       | definitivo    |
| A        | Riccardo Taddei           |                | svincolato    |

### Tra le due sessioni
| Arrivi | Arrivi            | Arrivi          | Arrivi     |
| R.     | Nome              | da              | Modalità   |
| ------ | ----------------- | --------------- | ---------- |
| D      | Gianluca Galasso  |                 | svincolato |
| D      | Ildefonso Lima    |                 | svincolato |
| D      | Conor Morrisey    | Manchester City | definitivo |
| C      | Daniele Mattielig |                 | svincolato |

| Partenze | Partenze         | Partenze | Partenze |
| R.       | Nome             | a        | Modalità |
| -------- | ---------------- | -------- | -------- |
| D        | Nicola Silvestri | Venezia  | [ 35 ]   |

### Sessione invernale(dal 3/1 al 31/1)
| Arrivi | Arrivi         | Arrivi   | Arrivi   |
| R.     | Nome           | da       | Modalità |
| ------ | -------------- | -------- | -------- |
| P      | Mauro Vigorito | Cagliari | prestito |

| Partenze | Partenze                      | Partenze | Partenze      |
| R.       | Nome                          | a        | Modalità      |
| -------- | ----------------------------- | -------- | ------------- |
| P        | Sergio Viotti                 | Chievo   | fine prestito |
| D        | Armando Izzo                  | Napoli   | fine prestito |
| D        | Enrico Pezzi                  | Pavia    | definitivo    |
| A        | Davis Curiale                 | Grosseto | definitivo    |
| A        | Ricardo Josè Villar Rodriguez |          | svincolato    |

## Risultati

### Lega Pro Prima Divisione

#### Girone d'andata
| Arbitro: | Saia (Palermo) |

|           |           |  |
| Godeas 2’ | Marcatori |  |

| Arbitro: | Pasqua (Tivoli) |

|                                |           |                  |
| Pavoletti 28’, 55’ Improta 40’ | Marcatori | 2’, 90+3’ Godeas |

| Arbitro: | Minelli (Varese) |

|                                              |           |  |
| Curiale 24’, 28’ Godeas 45+1’ Allegretti 67’ | Marcatori |  |

| Arbitro: | Maresca (Napoli) |

|                            |           |            |
| Comini 65’ Meccariello 86’ | Marcatori | 26’ Godeas |

| Arbitro: | Oliveri (Palermo) |

|                          |           |                                    |
| Allegretti 4’ Godeas 38’ | Marcatori | 10’, 72’ Merini 90+1’ (rig.) Gaeta |

| Arbitro: | Gallo (Barcellona Pozzo di Gotto) |

|  |           |                               |
|  | Marcatori | 26’ Rossetti 37’ (rig.) Motta |

| Arbitro: | Barbeno (Brescia) |

|                       |           |             |
| Frara 44’ Aurelio 50’ | Marcatori | 87’ Curiale |

| Arbitro: | Borriello (Mantova) |

|            |           |                 |
| Godeas 69’ | Marcatori | 57’, 73’ Mazzeo |

| Arbitro: | Aureliano (Bologna) |

|                                  |           |          |
| Fedi 59’ Pondaco 67’ Corazza 87’ | Marcatori | 51’ Izzo |

| Arbitro: | Roca (Foggia) |

|                           |           |                             |
| Motta 23’, 71’ Godeas 38’ | Marcatori | 31’ Testardi 44’ (rig.) Piá |

| Arbitro: | Abbattista (Molfetta) |

|              |           |                                       |
| Rossetti 31’ | Marcatori | 42’ Chinellato 83’ (rig.) Fischnaller |

| Arbitro: | Adducci (Paola) |

|                                |           |  |
| Longobardi 62’ Guariniello 81’ | Marcatori |  |

| Arbitro: | Ripa (Nocera Inferiore) |

|                |           |  |
| Allegretti 91’ | Marcatori |  |

| Arbitro: | Bruno (Torino) |

|  |           |                                       |
|  | Marcatori | 9’ (rig.) Curiale 12’ Godeas 58’ Lima |

| Arbitro: | Soricaro (Barletta) |

|                        |           |              |
| Curiale 19’ Godeas 48’ | Marcatori | 22’ Caccetta |

| Arbitro: | De Benedictis (Bari) |

|                   |           |          |
| Evacuo 60’ (rig.) | Marcatori | 75’ Lima |

| Arbitro: | Ghersini (Genova) |

|  |           |                              |
|  | Marcatori | 47’ Sacenti 15’ (aut.) Pezzi |

#### Girone di ritorno
| Arbitro: | Cifelli (Campobasso) |

|                          |           |  |
| Bracaletti 8’ Fusari 68’ | Marcatori |  |

| Arbitro: | Saia (Palermo) |

|                                           |           |  |
| Curiale 44’ (rig.) Motta 89’ Godeas 90+1’ | Marcatori |  |

| Arbitro: | La Penna (Roma) |

|                             |           |  |
| D. Baiocco 23’ Testardi 79’ | Marcatori |  |

| Arbitro: | Marini (Roma) |

|             |           |           |
| Curiale 23’ | Marcatori | 90’ Arini |

| Arbitro: | Piccinini (Forlì) |

|                                |           |  |
| Gaeta 33’ (rig.), 56’ Cori 50’ | Marcatori |  |

| Arbitro: | Chiffi (Padova) |

|                       |           |                                   |
| Godeas 4’ De Vena 52’ | Marcatori | 33’ Agodirin 70’ (rig.) Jefferson |

| Arbitro: | Rocca (Vibo Valentia) |

|            |           |                                 |
| Godeas 53’ | Marcatori | 33’ (rig.) Carrus 55’ Santoruvo |

| Arbitro: | Cifelli (Campobasso) |

|               |           |           |
| Romondini 48’ | Marcatori | 55’ Motta |

| Arbitro: | Pezzuto (Lecce) |

|             |           |  |
| De Vena 87’ | Marcatori |  |

| Crema 18 marzo 2012, ore 14:30 CET 27ª giornata | Pergocrema        | 0 – 0 referto | Triestina | Stadio Giuseppe Voltini\| Arbitro: \| Oliveri (Palermo) \| |
| Arbitro:                                        | Oliveri (Palermo) |               |           |                                                            |

| Arbitro: | Aversano (Treviso) |

|           |           |             |
| Campo 52’ | Marcatori | 68’ De Vena |

| Arbitro: | Fiore (Barletta) |

|                           |           |                                      |
| Allegretti 14’ Godeas 39’ | Marcatori | 59’ (rig.) L. Correa 68’ Guariniello |

| Arbitro: | Roca (Foggia) |

|                |           |             |
| Possanzini 11’ | Marcatori | 72’ De Vena |

| Arbitro: | Verdenelli (Foligno) |

|              |           |                             |
| Rossetti 41’ | Marcatori | 24’ Giovio 26’, 51’ Bombagi |

| Arbitro: | De Benedictis (Bari) |

|                                   |           |                            |
| Madonia 44’ Gambino 47’ Abate 53’ | Marcatori | 10’ De Vena 73’ D'Ambrosio |

| Arbitro: | Pasqua (Tivoli) |

|              |           |                         |
| Mattielig 7’ | Marcatori | 31’ Madonna 84’ Lucioni |

| Arbitro: | Pairetto (Nichelino) |

|                                                             |           |  |
| A. Pisanu 9’ (rig.), 36’ Manucci 44’ Geroni 84’ Morante 89’ | Marcatori |  |

#### Play Out
| Arbitro: | Ripa (Nocera Inferiore) |

|                          |           |  |
| Bernardo 87’ Tulli 90+5’ | Marcatori |  |

| Arbitro: | Minelli (Varese) |

|                   |           |                |
| Allegretti 5’ 58’ | Marcatori | 34’ 68’ Burrai |

### Coppa Italia

#### Turnti preliminari
| Arbitro: | Ros (Pordenone) |

|                            |           |  |
| Princivalli 24’ Godeas 26’ | Marcatori |  |

| Arbitro: | Nasca (Bari) |

| |                       |                                                                                             |
| Insigne 86’ 90’                                                                                    | Marcatori             | 31’ (rig.) Princivalli 79’ Godeas                                                           |
| Sansovini Zanon Verratti Insigne Cascione Romagnoli Giacomelli Capuano Balzano Pinsoglio Sansovini | Tiri di rigore 9 – 10 | Bariti Godeas Princivalli De Vena Pezzi Viotti D'Ambrosio Villanovich Miani Cecchini Bariti |

| Arbitro: | Tozzi (Ostia Lido) |

|                                                           |           |  |
| D'Aiello 11’ (aut.) Pinardi 56’ Meggiorini 74’ Gemiti 78’ | Marcatori |  |

### Coppa Italia Lega Pro

#### Fase a eliminazione diretta
| Treviso 9 novembre 2011, ore 20:00 CET Primo Turno                                                                                    | Treviso              | 0 – 0 (d.t.s.) referto                         | Triestina | Stadio Omobono Tenni |
| \| \| \| \| \| Torromino Bandiera Beccia Brunetti Gallon \| Tiri di rigore 5 – 4 \| Gissi Mattielig Villar Rodriguez De Micco Forò \| |                      |                                                |           |                      |
| |                      |                                                |           |                      |
| Torromino Bandiera Beccia Brunetti Gallon                                                                                             | Tiri di rigore 5 – 4 | Gissi Mattielig Villar Rodriguez De Micco Forò |           |                      |

## Giovanili

### Organigramma societario
Area direttiva
- Presidente settore giovanile: Antonio Carnelutti
- Responsabile settore giovanile: Franco Schiraldi
- Segretario: Lorenzo Balzano